# Classe Humber (monitore)
La classe Humber fu un gruppo di grandi cannoniere costruite nel 1913 per conto della marina brasiliana in Inghilterra. Progettate per il servizio sul Rio delle Amazzoni, le navi avevano un'immersione ridotta e armamento pesante. Erano state pensate per l'uso fluviale e non erano adatte al mare, dove a causa del peso e dell'immersione limitata la velocità di progetto di 12 nodi era ridotta ad appena 4. Tutte e tre le unità furono poi acquistate dalla Royal Navy poco prima dello scoppio della prima guerra mondiale ed entrarono in servizio come piccoli monitori coi nomi di Humber, Mersey e Severn. Tutte furono estesamente utilizzate durante la guerra e vendute nel 1919.

## Costruzione
I tre monitori della classe Humber furono originariamente ordinati dalla marina brasiliana come cannoniere classe Javary, intese per il servizio sul Rio delle Amazzoni e sui suoi tributari. Le navi furono ordinate al cantiere Vickers di Barrow -in - Furness, furono varate nel 1913 e stavano svolgendo le prove i mare quando il governo brasiliano informò la Vickers che non sarebbe stato in grado di pagare le navi. La Vickers tentò di cercare un nuovo compratore straniero ma, alla fine, il 4 agosto 1914 il governo britannico si mosse per acquistare le navi per il prezzo di 155000 £ a unità, con lo scopo di prevenire che venissero comprate da una marina neutrale che potesse poi rivenderle alla Germania.

## Servizio
Le navi furono stanziate a Dover, per servire nella Manica, unite alla Squadra Monitori di Dover. Durante la Battaglia delle Frontiere e le successive operazioni del 1914, i monitori classe Humber furono impiegati per bombardare batterie e posizioni tedesche, sotto il comando del retroammiraglio Horace Hood.
I cannoni della Severn e della Mersey si usurarono velocemente e furono riarmate con singoli cannoni da 152 mm Mk VII recuperati dal relitto della HMS Montagu, una corazzata che si era incagliata sull'isola di Lundy nel 1906. La Humber mantenne le sue torrette binate per tutta la guerra, sostituendo all'occorrenza i cannoni usurati con quelli riadattati delle altre due navi.
Durante l'inizio del 1915 la Mersey e la Severn furono spedite in Africa Orientale tedesca, dove l'incrociatore tedesco Königsberg si nascondeva nel delta del fiume Rufiji. Solo i cannoni a lungo raggio e l'immersione ridotta avrebbero potuto stanare l'incrociatore nascosto e, anche se il viaggio fino all'Africa orientale durò a partire da Malta, al traino, sei mesi, le unità britanniche ebbero successo nel distruggere la nave nemica, utilizzando per dirigere il tiro due idrovolanti.
Per il resto della guerra tutte e tre le navi parteciparono agli ulteriori attacchi contro il territorio in mano nemica, la Humber (che nel 1915 fu mandata nei Dardanelli) nel Mediterraneo e la Mersey e Severn in Africa Orientale tedesca, dove operarono contro le forze coloniali tedesche. Nel 1918 la Mersey e la Severn furono anch'esse trasferite nel Mediterraneo.

## Unità
| Nome       | ex       | Entrata in servizio | Servizio                                                  | Onori di battaglia                                     | Destino finale                                                                        |
| ---------- | -------- | ------------------- | --------------------------------------------------------- | ------------------------------------------------------ | ------------------------------------------------------------------------------------- |
| HMS Humber | Javary   | 1914                | Squadra monitori di Dover, Mediterraneo                   | Costa belga 1914, Dardanelli 1915                      | Venduta il 17 settembre 1921 a F. Rijsdijk per essere usata come piattaforma per gru. |
| HMS Mersey | Madeira  | 1914                | Squadra monitori di Dover, delta del Rufiji, Mediterraneo | Costa belga 1914, Azione contro la SMS Königsberg 1915 | Vendute il 9 maggio 1921 alla Thos W Ward,demolite nel 1923.                          |
| HMS Severn | Solimoes | 1914                | Squadra monitori di Dover, delta del Rufiji, Mediterraneo | Costa belga 1914, Azione contro la SMS Königsberg 1915 | Vendute il 9 maggio 1921 alla Thos W Ward,demolite nel 1923.                          |